# Mnozil Brass

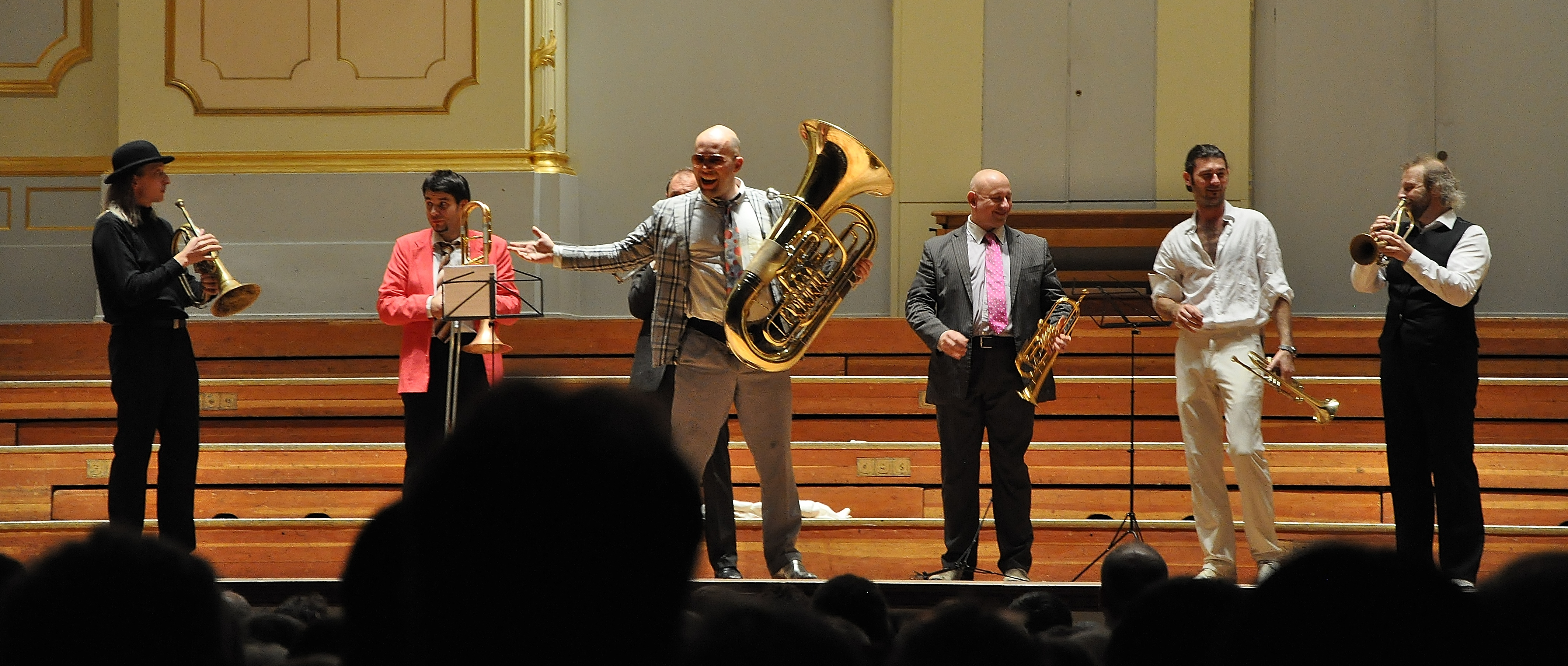
Le Mnozil Brass sur scène à Hambourg en 2012.

Le Mnozil Brass est un septet de cuivres autrichien évoluant dans le registre comique depuis le début des années 1990.
Leurs représentations, émaillées de sketches burlesques et absurdes, offrent un large répertoire comprenant des schlager, de la musique traditionnelle autrichienne, du jazz mais aussi des reprises de musiques de films et de standards de la pop internationale. Les morceaux sont souvent joués musicalement et théâtralement : la troupe se moque ainsi de la musique en tant qu'art sérieux.

## Historique
C’est à Vienne, au bar « Joseph Mnozil » , que l’histoire commence. Tous les deuxièmes jeudis du mois, la scène est ouverte aux musiciens de tout horizon. C’est ainsi que de jeunes étudiants de l’Académie d’Art de Vienne se rencontrent et découvrent qu’ils connaissent le même répertoire de musique traditionnelle autrichienne. Ils ne manquent pas une occasion de jouer ensemble et une certaine cohésion naît de ces rencontres. Le 23 janvier 1993, lors d’un rassemblement politique, le groupe, qui choisit comme nom « Mnozil Brass » une minute avant d’entrer sur scène, se produit pour la première fois en public. Il est alors composé de Thomas Gansch, Wolgang Sohm, Sebastian Fuchsberger, Gerhard Füssl et Wilfried Brandstötter. À partir de ce concert, l’ensemble profite de toutes les opportunités pour se produire en public : mariages, enterrements, baptêmes, etc. 
En 1996, au festival « AufhOHRchen » à Kirchschlag, Leonhard Paul rejoint l’ensemble de manière spontanée. Ils sont alors 6. Pour des questions d’équilibre acoustique, les deux trompettistes engagent alors Robert Rother, qui jouait parfois dans le groupe à ses débuts. En 1997, ils sont invités à jouer lors du concert final d’un festival dans le Waldviertel. Leur répertoire comporte alors plus de cinquante pièces, et le concert est un succès. C’est à cette occasion que le metteur en scène Bernd Jeschek les approche et leur propose de monter un spectacle entier avec de nouvelles pièces. Les spectacles « Smoke », « Ragazzi » et « Seven » naîtront de cette collaboration. Les réactions du public sont fantastiques et les sept acolytes sentent qu’ils tiennent quelque chose : ils décident de consacrer leur carrière professionnelle au Mnozil Brass. 
En 2004, puis 2005, deux membres (Wolgang Sohm et Sebastian Fuchsberger) quittent le groupe et sont remplacés par Roman Rindberger et Zoltan Kiss. Leur succès suivant, The Trojan Boat, est une opérette commandée par Thomas Wördehoff pour la Ruhrtriennale de Bochum. En plus du metteur en scène Bernd Jeschek, la chorégraphe Alexandra Franmann-Koepp les accompagne désormais à plein temps. Ils sont de plus en plus à l’aise avec le théâtre, ce qu’il démontreront en 2008 dans une autre opérette, Irmingard, commandée par le Festival de Salzbourg. D’autres spectacles musicaux comme « Magic Moments », ou « Das Gelbe vom Ei – La crème de la crème », mis en scène par Ferdinando Chefalo, s’enchainent dans la foulée. Après des vacances de trois mois pendant l’été 2009, le groupe est prêt pour sa nouvelle tournée « Blofeld ».
En 2011, ils sont commissionnés par Bayreuth pour composer un programme entier dans le cadre des festivités liées au 200e anniversaire de Wagner en 2013. Titré Hojotoho, ce spectacle les fait collaborer avec Philippe Arlaud pour la mise en scène et Anne-Marie Gros pour la chorégraphie. Après cette reconnaissance, ils entament une tournée anniversaire « 20 Jahre Mnozil », puis le spectacle « Yes, yes, yes ! » jusqu’en 2016. Ils sont actuellement[Quand ?] en tournée dans le monde entier avec « Cirque ».

## Membres
- Thomas Gansch (trompette)
- Robert Rother (trompette)
- Roman Rindberger (trompette)
- Leonhard Paul (trombone et trompette basse)
- Gerhard Füssl (trombone)
- Zoltan Kiss (trombone) (depuis 2005)
- Wilfried Brandstötter (tuba)

## Anciens membres
- Wolfgang Sohm (trompette) jusqu'en 2004
- Sebastian Fuchsberger (trombone) jusqu'en 2005

## Répertoire
- Musique traditionnelle et populaire autrichienne
- Jazz
- Pop
- Musique classique réarrangée
- Schlager